# Teatro Parque Cousiño

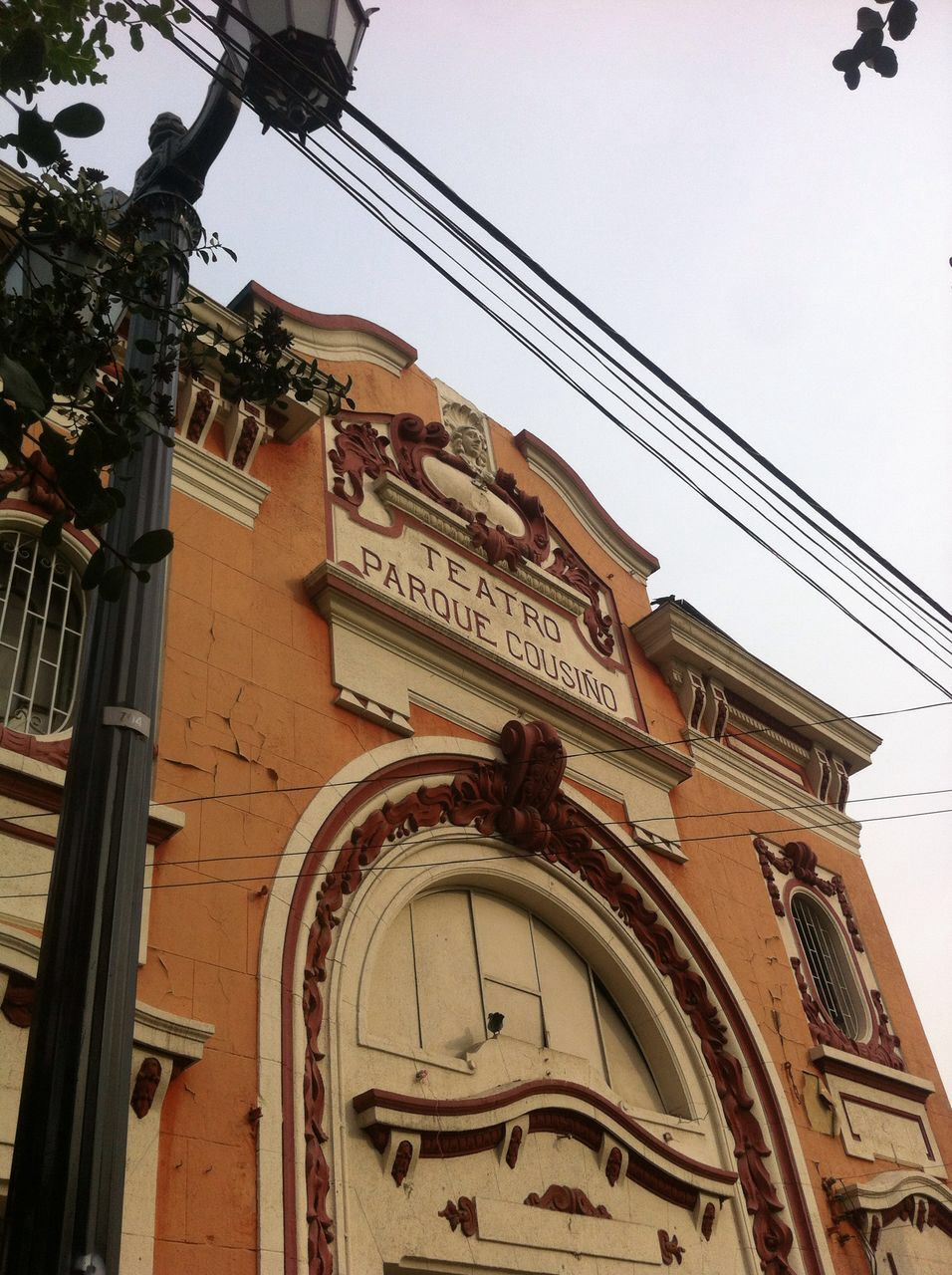
El frontis del teatro tal como se encuentra actualmente.

El Teatro Parque Cousiño es una obra arquitectónica levantada por Horacio Guzmán y Manuel Cifuentes, este último un connotado arquitecto de la época, hijo del conocido político chileno Abdón Cifuentes. Manuel fue el primer arquitecto titulado de la Pontificia Universidad Católica de Chile. 

## Historia
No se tiene claridad en cuanto a la exactitud de la fecha de construcción del Teatro Parque Cousiño, pues no existe un consenso sobre el particular, lo que contribuye a no poder situarlo en un año específico,  pero se estima que fue entre finales de los años 20 y principio de la década de los 30. Se encuentra en la calle San Ignacio de Loyola número 1249 a una cuadra de la Avenida Manuel Antonio Matta y a pasos del Metro Parque O'Higgins en pleno Barrio Viel, perteneciente a la comuna de Santiago. 

### Barrio Viel
Espacio urbano que se levantó en Santiago a mediados del siglo XIX cuando las familias de la época se dispusieron a arrendar terrenos en los alrededores de los lugares de sus trabajos temporales. Las casas de este barrio fueron mayoritariamente construidas entre las décadas de 1930 y 1960, producto de la migración que se produjo por parte de las familias de región a la comuna de Santiago Centro en busca de mejores oportunidades laborales. No obstante, cuando corrían las primeras décadas del siglo XX fue cuando se comenzaron a construir los conjuntos para trabajadores, siendo éstos los que otorgarían la fisonomía que hoy se conoce del lugar En sus orígenes, el Barrio Viel estaba compuesto por las calles Santiaguillo, San Ignacio, Santiago y Avenida Viel proyectado por el arquitecto Manuel Cifuentes Gómez, para la Caja de Empleados Particulares en 1926 Las nuevas construcciones y avances en la ciudad hicieron que el Barrio Viel fuera cambiando en fisonomía, sin embargo, dada su importancia, valor patrimonial y gracias a la iniciativa de los vecinos del sector, el lugar fue declarado Monumento Nacional en la categoría de Zona Típica en el año 2009.
Originalmente, este teatro estaba destinado a entretener a los empleados pertenecientes a la Caja de Empleados Particulares Muchos vecinos esperaban las presentaciones que periódicamente se realizaban, debido a que los espectáculos que allí se presentaban constituían la máxima entretención para la época. Los hermanos Munir y Wady Chama, fueron los primeros propietarios del lugar. Años más tarde, el teatro pasó a manos de los hermanos Zacur, quienes los arrendaron para espectáculos dedicados a un público adulto .  
Este Teatro fue también sede de diversas actividades, entre las cuales se pueden mencionar sala dedicada a albergar shows revisteriles, salón de baile, cine, Iglesia Evangélica y sede de junta vecinal.   
Actualmente, este barrio se ha visto incrementado en más de un sentido; el crecimiento vertical se ha apoderado de la mayor parte del Centro de Santiago y el Barrio Viel no ha sido la excepción, pese a que el plan regulador indica que en esta zona de la ciudad los edificios no deberían sobrepasar los seis pisos.

### Ex Humoresque
Durante la mitad del siglo XX una serie de humoristas y vedettes pertenecientes a la compañía Humoresque, se presentaban en diversas funciones en el teatro. Lo que, sumado a un grupo de importantes artistas de renombre tales como Alfredo de Angelis , Alberto Castillo  y Miguel Caló, connotados cantantes de tango argentino de la época, el humorista Daniel Vilches y la joven vedette Paty Cofré (estos últimos vigentes hasta hoy) contribuyó a que el teatro pasara a ser uno de los sitios más visitados por la bohemia santiaguina de la época  Su sobrenombre 'Humoresque' fue otorgado en memoria de la compañía que actuaba en el lugar, la cual dejó de presentarse en el año 1973 luego del golpe cívico-militar del mismo año. Es importante destacar que así como le ocurrió a este teatro, muchos otros centros de vida nocturna se vieron afectados por la instauración del toque de queda, provocando el fin de la bohemia santiaguina.
La importancia de este teatro era notoria y sus espectáculos de gran excelencia, por lo que los vecinos del sector lo apodaron  "el municipal chico", haciendo alusión al Teatro Municipal de Santiago, el principal escenario del país para la música clásica, integrado por una orquesta, un coro, una compañía de ballet, una escuela de danza y personal técnico y de administración.

## Arquitectura
Sus arquitectos se ayudaron de hormigón armado y albañilería para construirlo. Crearon 3 pisos y un subterráneo con casi 400 butacas a disposición del público. Estas se distribuían en 200 en el primer piso y 190 en platea alta.  
Originalmente, el teatro fue diseñado y pintado con colores rojo asalmonado/, terracota y blanco. Posteriormente, fue pintado nuevamente, esta vez sin respetar los colores originales, siendo rediseñado mayoritariamente con blanco y amarillo. Sin embargo sus colores fueron restablecidos a los originales gracias al proyecto Conservación.

## Actualidad
A partir del año 2006, el teatro quedó en completo abandono. No fue hasta el año 2012 y gracias a los recursos otorgados por el FONDART, que ascendieron a una suma cercana a los  9 millones de pesos, como así mismo los esfuerzos de los vecinos del sector junto con la ayuda del arquitecto Leonardo Suárez, se pudo llevar a cabo el proyecto "Conservación" y aumentar el valor patrimonial del Teatro Cousiño (ex Humoresque). Este proyecto permitió re acondicionar y restaurar el teatro en desuso, como también recuperar su original color ladrillo, blanco y terracota.
El día 9 de abril del año 2014 el ex Humoresque fue declarado Monumento Nacional por el Consejo de Monumentos Nacionales, dadas las características del teatro.